# Mycobacterium abscessus
Espèce
Mycobacterium abscessus est une mycobactérie à croissance rapide, responsable d'infections pulmonaires et de plaies.

## Infections responsables
Mycobacterium abscessus peut causer des infections chroniques pulmonaires, en particulier chez les patients atteints de mucoviscidose, entraînant une altération de la fonction ventilatoire, ou les patients sous respirateur artificiel. Les lésions prennent la forme de bronchectasies et peuvent entraîner des abcès pulmonaires dans un peu moins de la moitié des cas, qui peuvent alors nécessiter un traitement chirurgical.
Autre forme clinique possible, plus rare, des abcès cutanés. On peut la rencontrer à la suite d'injections variées, essentiellement chez les usagers de drogues par IV lorsque les seringues sont contaminées. On peut également la retrouver dans les seringues de tatouage, si le tatoueur est peu regardant sur l'hygiène.

## Traitement
Mycobacterium abscessus est sensible à différents antibiotiques, dont les macrolides et la céfoxitine. Des souches résistantes aux macrolides ont cependant été décrites. 